# Miserere (Allegri)
Pour les articles homonymes, voir Miserere et Allegri.
Le Miserere ou Miserere mei, Deus, selon l'incipit du Psaume 50, est une œuvre de polyphonie composée vers 1638 pour le Chœur de la chapelle Sixtine par Gregorio Allegri, chapelain du pape Urbain VIII.
Destinée à l'usage exclusif de la chapelle Sixtine pour l'Office des Ténèbres de la Semaine sainte, cette œuvre est conçue pour neuf voix a cappella, réparties en deux chœurs de 5 et 4 voix, chantant en « versets alternés » avant de se rejoindre à la fin. Au cours des siècles, le Miserere d'Allegri a connu des modifications dues à des ornementations vocales et à diverses interprétations. Son manuscrit original n'a jamais été retrouvé.

## Histoire
Le texte est celui du Psaume 50 de la Vulgate, à l'exception de « In finem psalmus David cum venit ad eum Nathan propheta quando intravit ad Bethsabee ». Le titre Miserere est l'incipit de ce psaume : « Miserere mei, Deus, secundum magnam misericordiam tuam », (« Dieu, aie pitié de moi dans ta grande miséricorde »).
Cette polyphonie du XVIIe siècle est en fait de type Renaissance, adaptant ce stile antico (le style palestrinien de la fin du XVIe siècle) à l'esprit baroque de l'époque ultérieure. Elle se développe à partir de la simplicité d'une psalmodie grégorienne. L'œuvre a été composée (vers 1638 ou 1639) par Gregorio Allegri, compositeur, prêtre, maître de chœur (maître de chapelle) et, à l'époque de la composition de l'œuvre (sous le pontificat du pape Urbain VIII), simple chantre-choriste professionnel dans le Chœur de la chapelle Sixtine au Vatican.
Ce motet a été interprété pour la première fois le 12 avril 1639 dans la chapelle Sixtine. Le Miserere a été chanté dans la chapelle Sixtine pendant la Semaine sainte lors de l'Office des Ténèbres, comme premier psaume des laudes, jusqu'en 1870.
D'après une légende tenace, l'œuvre reste durant près de 130 ans jusqu’en 1771 propriété exclusive du Vatican sous peine d’excommunication, jusqu’à sa retranscription de mémoire par Mozart, alors âgé de 14 ans.
Par la suite, l'œuvre a été réécrite et complétée à plusieurs reprises, notamment par Mendelssohn en 1831.
Ici, le chant est conçu pour un chœur adoptant une technique d'écriture polyphonique appelée faux-bourdon. Le Miserere est écrit pour 9 voix a cappella divisées en deux chœurs alternés. Un chœur à 5 voix chante une version simple et le second chœur, à 4 voix, une variante ornementée. La version habituellement exécutée aujourd'hui demande à la partie de soprano un do aigu (do5), présent dans l'édition compilée en 1951 par Ivor Atkins (en) mais qui ne figure pas dans les manuscrits du Vatican ni dans aucune édition antérieure à 1951.

## Texte

### Original
Le texte de l'œuvre est la version latine du psaume 50 :
Miserere mei, Deus: secundum magnam misericordiam tuam.

Et secundum multitudinem miserationum tuarum, dele iniquitatem meam.

Amplius lava me ab iniquitate mea: et a peccato meo munda me.

Quoniam iniquitatem meam ego cognosco: et peccatum meum contra me est semper.

Tibi soli peccavi, et malum coram te feci: ut justificeris in sermonibus tuis, et vincas cum judicaris.

Ecce enim in iniquitatibus conceptus sum: et in peccatis concepit me mater mea.

Ecce enim veritatem dilexisti: incerta et occulta sapientiae tuae manifestasti mihi.

Asperges me hyssopo, et mundabor: lavabis me, et super nivem dealbabor.

Auditui meo dabis gaudium et laetitiam: et exsultabunt ossa humiliata.

Averte faciem tuam a peccatis meis: et omnes iniquitates meas dele.

Cor mundum crea in me, Deus: et spiritum rectum innova in visceribus meis.

Ne proiicias me a facie tua: et spiritum sanctum tuum ne auferas a me.

Redde mihi laetitiam salutaris tui: et spiritu principali confirma me.

Docebo iniquos vias tuas: et impii ad te convertentur.

Libera me de sanguinibus, Deus, Deus salutis meae: et exsultabit lingua mea justitiam tuam.

Domine, labia mea aperies: et os meum annuntiabit laudem tuam.

Quoniam si voluisses sacrificium, dedissem utique: holocaustis non delectaberis.

Sacrificium Deo spiritus contribulatus: cor contritum, et humiliatum, Deus, non despicies.

Benigne fac, Domine, in bona voluntate tua Sion: ut aedificentur muri Ierusalem.

Tunc acceptabis sacrificium justitiae, oblationes, et holocausta: tunc imponent super altare tuum vitulos.

### Traduction en français
Cette traduction française du psaume est celle de l'Association épiscopale liturgique pour les pays francophones (AELF), publiée en 2013 :
Pitié pour moi, mon Dieu, dans ton amour, selon ta grande miséricorde, efface mon péché.

Lave-moi tout entier de ma faute, purifie-moi de mon offense.

Oui, je connais mon péché, ma faute est toujours devant moi.

Contre toi, et toi seul, j'ai péché, ce qui est mal à tes yeux, je l'ai fait.

Ainsi, tu peux parler et montrer ta justice, être juge et montrer ta victoire.

Moi, je suis né dans la faute, j'étais pécheur dès le sein de ma mère.

Mais tu veux au fond de moi la vérité ; dans le secret, tu m'apprends la sagesse.

Purifie-moi avec l'hysope, et je serai pur ; lave-moi et je serai blanc, plus que la neige.

Fais que j'entende les chants et la fête : ils danseront, les os que tu broyais.

Détourne ta face de mes fautes, enlève tous mes péchés.

Crée en moi un cœur pur, ô mon Dieu, renouvelle et raffermis au fond de moi mon esprit.

Ne me chasse pas loin de ta face, ne me reprends pas ton esprit saint.

Rends-moi la joie d'être sauvé ; que l'esprit généreux me soutienne.

Aux pécheurs, j'enseignerai tes chemins ; vers toi, reviendront les égarés.

Libère-moi du sang versé, Dieu, mon Dieu sauveur, et ma langue acclamera ta justice.

Seigneur, ouvre mes lèvres, et ma bouche annoncera ta louange.

Si j'offre un sacrifice, tu n'en veux pas, tu n'acceptes pas d'holocauste.

Le sacrifice qui plaît à Dieu, c'est un esprit brisé ; tu ne repousses pas, ô mon Dieu, un cœur brisé et broyé.

Accorde à Sion le bonheur, relève les murs de Jérusalem.

Alors tu accepteras de justes sacrifices, oblations et holocaustes ; alors on offrira des taureaux sur ton autel.

## Partition

### Manuscrit
Le manuscrit originel est perdu. Parmi les partitions conservées aux archives du Vatican, les seuls manuscrits CS205 et CS206 gardaient la composition ancienne. Quelques additions dans ces manuscrits datent de 1661.
- Bibliothèque apostolique vaticane, cote Chapelle Sixtine
  - manuscrits CS205 et CS206 (XVIIe siècle) : [partition CS205] [partition CS206] (définitivement hors d'usage à partir de 1748[go 2])
  - manuscrit CS354, inversion entre les 2 chœurs (1705)[go 3] : [manuscrit en ligne]
  - manuscrit CS263, nouvelle version révisée par le chantre Giovanni Biordi († 1748)[go 4] : [manuscrit en ligne]
  - manuscrit CS185, version révisée (1731)[go 5]
Sedente Clemente XII P. O. M. Sub protectione Emi. & Rmi. D. Petri Card. Otthoboni : [partition en ligne]
  - manuscrits CS340 et CS341, version révisée (1748)[go 2]
Sedente Benedicto XIV P. O. M. Sub protectione Emi. & Rmi. D. Alexandri Card. Albani : [partition CS340] [partition CS341]
  - manuscrit CS375, édition de Domenico Mustafà (1892)[go 6] : (pas encore numérisé)

Il est certain qu'il n'existe aucun manuscrit, hormis ceux des archives du Vatican et une notation issue de Charles-Henri de Blainville, avant 1770.
Il existe une édition à l'université de Malaga : [partition en ligne], dans une transcription par Nancho Álvarez.

### Copie

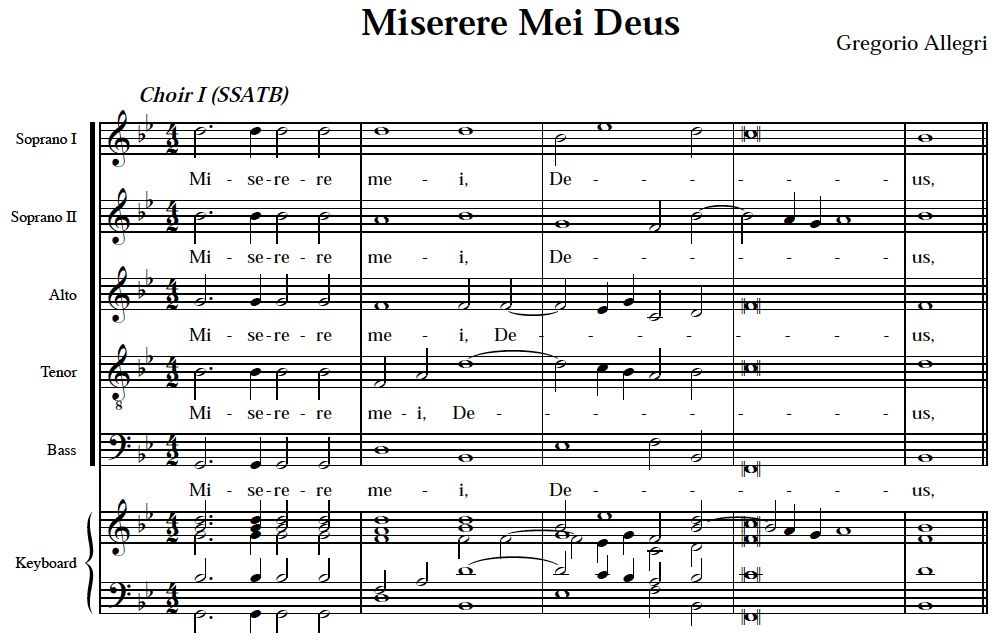
Transcription des premières mesures.

En 1770, lorsque Charles Burney visita Rome, le maître de chapelle de la Sixtine Giuseppe Santarelli († 1790) lui raconta une histoire : l'empereur du Saint-Empire Léopold Ier († 1705) aurait demandé au Vatican une copie du Miserere, de sorte que son propre maître puisse l'exécuter à la chapelle impériale de Vienne. Or, l'articulation du Miserere était tellement difficile à pratiquer avec la partition seule que l'empereur aurait encore souhaité la présence des chantres du Vatican. L'envoi aurait été empêché, à cause de l'invasion des Ottomans en 1683, qui provoqua l'absence de l'empereur dans sa capitale. Burney mentionnait encore les noms du roi de Portugal et de Padre Martini en tant que demandeurs.
La seule source était le journal de Burney, intitulé The Present State of Music in France and Italy. Les autres documents n'étaient que des citations. Sans manuscrit de copie ni document officiel, l'événement reste hypothétique. D'où, Graham O'Reilly écrivit et précisait en 2020 : « Si cette histoire, dite à Burney par Santarelli, est vraie, ».

### Transcription de Mozart
Comme le Miserere fut composé pour le Chœur papal de la chapelle Sixtine, le Vatican a interdit de le reproduire ailleurs, sous peine d'excommunication,. Or, en 1770, Wolfgang Amadeus Mozart réussit à transcrire la partition, en l'écoutant le Mercredi saint et le Vendredi saint. Il était tout à fait capable de retranscrire le morceau de mémoire. Il l'écouta encore une fois le 13 avril, Vendredi saint, pour pouvoir faire quelques corrections. Si aucun manuscrit n’a été découvert jusqu'ici, ce qui le concerne a été précisé par Leopold Mozart qui écrit dans une lettre à son épouse Anna Maria Mozart du 14 avril : « À Rome, on entend souvent parler du célèbre Miserere, tenu dans une considération telle que les musiciens de la chapelle ont l'interdiction, sous menace d'excommunication, d'en prendre même une partie, de la copier ou de la donner à qui que ce soit. Mais nous l'avons déjà, Wolfgang a retranscrit l'œuvre de mémoire et, si notre présence n'était pas nécessaire au moment de l'exécution, nous l'aurions déjà envoyée à Salzbourg. En fait, la manière de la chanter compte autant que la composition elle-même, et nous allons donc la prendre nous-même pour la ramener à la maison. ». Par précaution, le père ne voulait pas que la transcription tombe dans les mains de quelqu'un d'autre. Enfin, leur gestion n'empêcha pas le jeune Wolfgang d’être reçu en audience par le pape Clément XIV, le 8 juillet, afin que lui soit conféré l'ordre de l'Éperon d'or. Mozart composera son propre Miserere.
Une autre transcription, qui était loin d'être correcte, se trouve dans un des manuscrits de Charles-Henri de Blainville († 1769). Cependant, on ne sait pas comment il avait réussi à l'obtenir. Ce qui reste certain est qu'avant la visite de Mozart, il existait une autre notation selon la chronologie.

### Première publication
À la suite de cette transcription et de la visite de Charles Burney au Vatican, ce dernier publia, en 1771 à Londres, l'œuvre à la fin (cinquième pièce), avec le Miserere de Tommaso Bai (troisième pièce), de La musica che si canta annualmente nelle funzioni della Settimana Santa nella Cappella Pontifica / composta dal Palestrina, Allegri, et Bai ; raccolta e pubblicata da Carlo Burney ,. Il s'agissait d'un hommage à la polyphonie italienne en usage au Saint-Siège, y compris deux œuvres de Palestrina, mais l'objectif principal de Burney était, bien entendu, la partition d'Allegri, jamais divulguée.

## Postérité

### Accueil du public

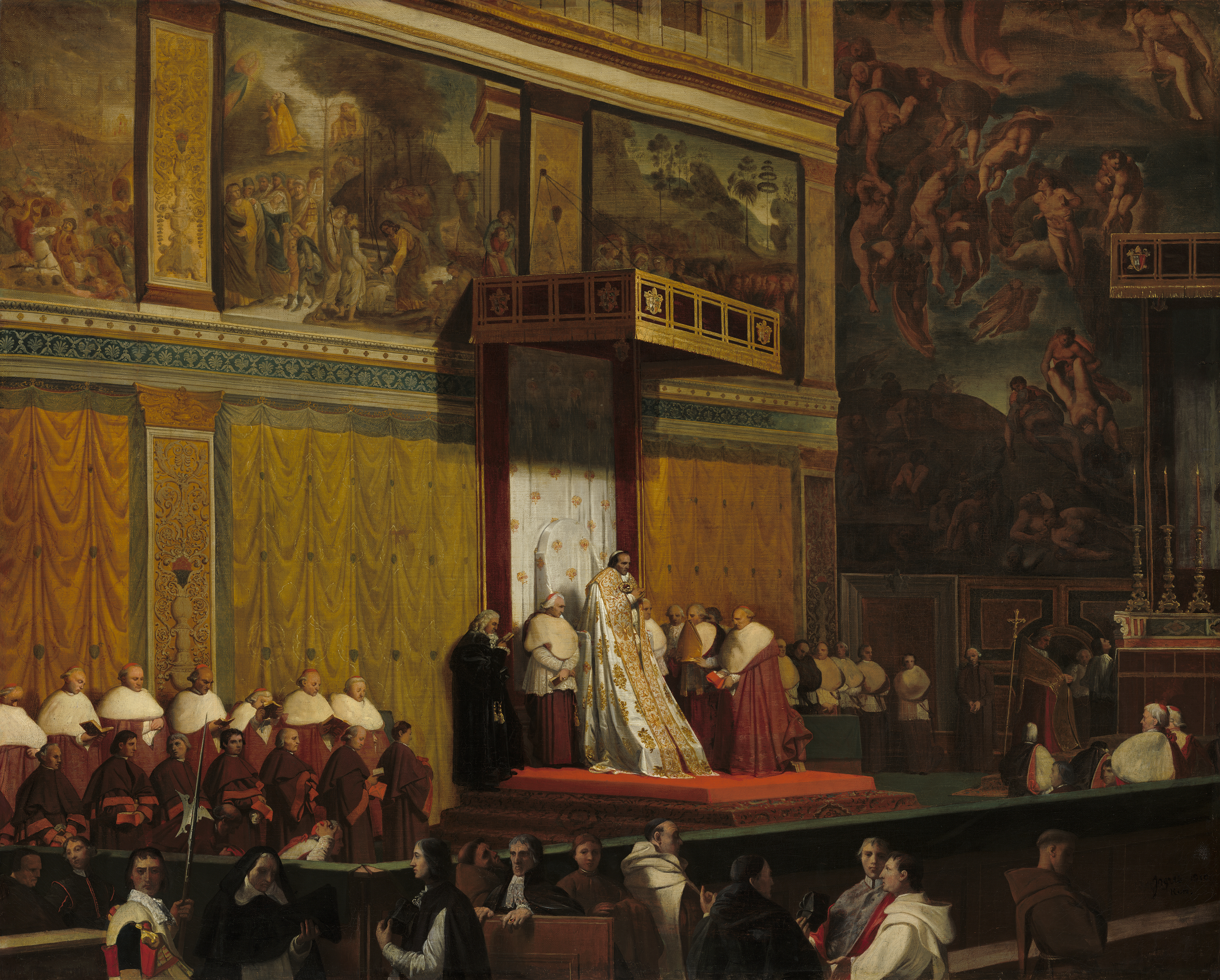
Le Chœur de la chapelle Sixtine en présence de Pie VII, par Ingres (1814).

Pendant les siècles suivants, aller écouter le Miserere d'Allegri à Rome pendant la Semaine sainte était un événement, comme en témoignent Goethe, Stendhal, Chateaubriand, Ingres, Germaine de Staël, Charles Gounod, Franz Liszt ou Hector Berlioz.
L'œuvre fut redécouverte au XIXe siècle dans le cadre du mouvement cécilien. En 1816, Kaspar Ett qui appréciait également Palestrina, la fit l'exécuter à Munich, en hommage à la grande polyphonie de la Renaissance. Ainsi commença le renouveau de la musique sacrée catholique. Après la transcription de Mendelssohn en 1831, Pietro Alfieri transcrivit les ornementations en 1840. Smyth Rockstro compila ces trois versions pour le Dictionary of Music and Musicians publié en 1880. Cette édition avec ornementation est actuellement la plus connue.
Un des premiers  enregistrements fut réalisé en Angleterre en 1963 par le chœur du King's College de Cambridge, dirigé par David Willcocks, et chanté en anglais par le soprano Roy Goodman âgé de 12 ans. En 1980, Peter Phillips choisit cette œuvre pour le premier album de son ensemble vocal The Tallis Scholars.

### Inspiration
Le tonus peregrinus (en français : le ton pérégrin) du Miserere a inspiré Mozart, qui composa l'introït de son Requiem en ce mode (Te decet hymnus Deus in Sion). Plusieurs compositeurs suivirent cette façon. Il s'agit des Requiem d'Eduard Grell († 1886), de Friedrich Kiel († 1885) et de Felix Draeseke († 1913).

## Caractéristiques
La version actuelle se compose d'une alternance complexe parmi les versets à 5 voix (I, V, IX, XIII, XVII), les versets à 4 voix (III, VII, XI, XV, XIX), psalmodie (II, IV, VI, VIII, X, XII, XIV, XVI, XVIII : versets pairs) et le dernier verset à 9 voix (XX).
Si, à la fin du XVIIIe siècle, le mode de cette œuvre était faussement classifié en deuxième mode, il s'agit en réalité d'un mode particulier, connu comme tonus peregrinus (le ton pérégrin, en français). La composition selon ce mode étranger ou irrégulier ne satisfait aucun mode d'après l'octoéchos, dits huit modes grégoriens,. La pièce reste encore l'une des compositions très rares de ce mode.
En ce qui concerne le style, les versets en polyphonie étaient composés avec le style falso bordone, issu de faux-bourdon, qui était adapté au chant monodie. Au sein de la chapelle papale, ce style fut introduit par l'intention du pape Léon X, en faveur du Miserere chanté lors des offices des Ténèbres. La première pratique de Miserere en falso bordone remonte en 1518 sous le pontificat de ce souverain, en remplaçant l'édition de 1514, déjà une alternance entre le psalmodie à l'unisson et la polyphonie. En effet, ce pape qui était exceptionnellement passionné par la musique sacrée fit avancer la liturgie pratiquée au Saint-Siège. Ce falso bordone, favorisé par les prescriptions du concile de Trente, était une psalmodie chorale ornée polyphoniquement, mais à la différence du faux-bourdon, sans rapport avec la mélodie de psalmodie traditionnelle. C'est la raison pour laquelle Allegri employait un mode très différent, le ton pérégrin.
En 1770, le maître de chapelle Sixtine Santarelli expliqua à Charles Burney comment le chœur créait un immense effet d'interprétation, qui n'était pas présentée sur la partition. En effet, le chœur développait très délicatement l'amplification et la diminution, l'accélération et le ralentissement, mot à mot, mais également on chantait quelques versets plus rapidement, ceux qui furent multipliés après la composition initiale. Dans cette optique, même la modification de voix, par exemple entre le ténor et le soprano, avait été effectuée par le chantre Giovanni Biordi. La version actuelle n'est autre qu'une composition collective, qui est loin d'être la version originelle d'Allegri.

## Usage liturgique
Depuis sa composition, l'œuvre était uniquement destinée à la liturgie, qui était effectuée par le chœur de la chapelle Sixtine au Vatican. Plus précisément, c'était à la fin des célébrations solennelles pour la Semaine sainte. Après les Lamentations, on chantait le Christus factus est, qui était suivi du Miserere. D'ailleurs, le bréviaire romain de Pie V sorti en 1568 précisait les jours qui concernaient : Jeudi saint  ; Vendredi saint  ; Samedi saint  (bréviaire romain de 1570 en ligne). Cet usage est aussi confirmé dans l’Officium Hebdomadæ Sanctæ de Tomás Luis de Victoria, publié à Rome en 1585.
Or, plusieurs témoignage constatèrent qu'à la chapelle Sixtine, il s'agissait en fait du Mercredi saint, du Jeudi saint et du Vendredi saint. En effet, il s'agit des offices des matines ou vigiles. La pièce d'Allegri était réservée, parmi eux, au Mercredi saint et au Vendredi saint, dont les deux exécutions que Mozart écouta en 1770. En fait, les pièces musicales de cette semaine n'étaient jamais annoncées ni fixées auparavant. Les pèlerins étaient souvent déçus. À partir de la seconde moitié du XVIIe siècle, le répertoire fut fixé. Le Jeudi saint, on entendait un autre Miserere, soit celui de Felice Anerio, soit celui de Santo Naldini,.
Toutefois, entre 1714 et 1767, ainsi que, entre 1778 et 1820, les seuls deux Miserere, celui d'Allegri et celui de Tommaso Bai, furent exécutés. Seulement l'œuvre d'Allegri reste en usage, sans interruption, depuis sa composition du XVIIe siècle. François-Joseph Fétis résumait pourquoi : « L'usage d'écrire des Miserere pour la chapelle Sixtine cessa dès ce moment, parce que celui d'Allegri fut trouvé si beau qu'on ne crut pas pouvoir faire mieux. Cependant il le corrigea à plusieurs reprises et en changea plusieurs fois l'ordre des parties pour obtenir des effets meilleurs ; il fut ensuite revu et perfectionné par plusieurs chanteurs et compositeurs de la chapelle, qui y ajoutèrent tout ce qu'ils crurent le plus propre à en rendre l'exécution satisfaisante. » L'origine de la version actuelle ne remonte qu'en 1711 tandis qu'en 1748, un remaniement important fut effectué lorsque la chapelle Sixtine connut son renouvellement de répertoire entier pour la Semaine sainte.
Et voici, une liste établie par Giuseppe Baini († 1844) et publiée en 1832 par François-Joseph Fétis et en 1867 par Ludovic Celler, qui concernait les Miserere chantés à la chapelle Sixtine,. Il s'agit des Miserere qui se trouvent dans les manuscrits CS150 et CS151 . La première œuvre datée de 1514 sous du pontificat de Léon X fut tout de suite exclu :
1. Costanzo Festa (vers 1490 - † 1545) : 2 versets à 4 et à 5 voix (1517) ;
2. Luigi Dentice (vers 1515 - † vers 1566) : à 4 et à 5 voix en alternance ;
3. Francisco Guerrero (1528 - † 1599) : 2 versets à 4 voix ;
4. Giovanni Pierluigi da Palestrina (vers 1525 - † 1594) : 2 versets à 4 voix et à 5 voix ;
5. Théophile Gargano (15... - † 1648) : 2 versets à 4 et à 5 voix ;
6. Giovanni Francesco Anerio (1569 - † 1630) : 2 versets à 4 et à 5 voix ;
7. Felice Anerio (1560 - † 1614) : à 4 et à 5 en alternance, avec le dernier verset à 9 voix (comme la version d'Allegri)
8. auteur inconnu : œuvre très inférieure
9. Palestrina / Giovanni Maria Nanino (vers 1544 - † 1607) : version de Palestrina avec le dernier verset à 9 voix ;
10. Santo Naldini (1588 - † 1666) : à 4 voix avec le dernier verset à 8 voix ;
11. Roger Giovanelli (15... - † 16...) : à 4 voix avec le dernier verset à 8 voix ;
12. Gregorio Allegri (1582 - † 1652) : à 4 et à 5 voix en alternance avec le dernier verset à 9 voix ;
13. Alessandro Scarlatti (1660 - † 1725) : composition en 1680, acceptée mais réservée uniquement pour le Jeudi saint (usage secondaire)
(manuscrits en 1711 manuscrit CS188 manuscrit CS189)
14. Tommaso Bai (1636 - † 1714) : à 4 et à 5 voix en alternance avec le dernier verset à 8 voix (1714).

L'œuvre d'Allegri était si convenable qu'aucune nouvelle pièce ne fut composée, hormis ces deux dernières qui ne connurent aucun succès :
1. 1768 : Giuseppe Tartini (1692 - † 1770), à 4 et à 5 voix et conclusion à 8 voix, une seule année ;
2. 1777 : Pasquale Pisari (1725 - † 1778), à 4 et à 5 voix en alternance et les deux derniers à 9 voix, une seule année.

Encore une composition fut-elle officiellement adoptée dans le répertoire. En 1821, à la suite de la demande de Pie VII, l'auteur de cette liste, futur maître de chapelle Giuseppe Baini, composa sa propre pièce, qui resterait en usage à la chapelle Sixtine au XIXe siècle,.
On s'aperçoit que la composition était essentiellement effectuée pour le chœur à 5 voix, et à la fin, à 8 ou à 9 voix en double chœur ayant un effet d'amplification.

### Discographie
- Chœur du King's College de Cambridge, dir. David Willcocks (mars 1963, Decca) (OCLC 833189021)
- The Tallis Scholars, dir. Peter Phillips (1980, Gimell CDGIM339[14])
- Chœur du King's College de Cambridge, dir. Stephen Cleobury (juillet 1983, EMI) (OCLC 636343748)
- Taverner Consort, dir. Andrew Parrott (janvier 1986, EMI) (OCLC 1131530951)
- Chœur de l'Abbaye de Westminster, dir. Simon Preston (1986, Archiv 415 617-2)
- A Sei Voci, dir. Bernard Fabre-Garrus. Deux versions : ornementation improvisée au temps d'Allegri, une reconstruction hypothétique qui fut effectuée par Jean Lionnet[23],[go 19] et fin comme à la fin du XVIIIe siècle (novembre 1993, Astrée/Auvidis E 8524)[24] (OCLC 77086609)
- The Sixteen, dir. Harry Christopher (avril 2004, Collins 50092 / Coro COR16914 / Decca)
- Le Poème harmonique, dir. Vincent Dumestre Anamorfosi (14 décembre 2017, Alpha 438)